# Ларс, Клаудия
Клаудиа Ларс (исп. Claudia Lars, настоящее имя Маргарита дель Кармен Браннон-Вега (исп. Margarita del Carmen Brannon Vega); 20 декабря 1899, Армения, Сальвадор — 22 июля 1974, Сан-Сальвадор, Сальвадор) — сальвадорская поэтесса.

## Биография
Маргарита дель Кармен Браннон-Вега родилась в городке Армения в Сальвадоре 20 декабря 1899 года. Она была дочерью ирландца Питера-Патрика Браннона и сальвадорки Кармен Вега-Селаяндия. В детстве она дружила с Консуэло Сунсин, будущей супругой Антуана де Сент-Экзюпери. Получила начальное образование на дому под руководством Мерседес Мендосы. Затем обучалась в колледже Успения Девы Марии в городе Санта-Ана. В подростковом возрасте, при поддержке генерала Хуана-Хосе Каньяса, издала поэтический сборник «Печальные миражи» (исп. Tristes mirajes). В 1919 году Маргарита влюбилась в никарагуанского поэта Саломона де ла Сельву, но её родители разрушили их отношения. Они отослали дочь в США, где она познакомилась с Лероем Бирсом, своим первым мужем. В США Маргарита преподавала испанский язык в школе Берлиц в Бруклине.
В 1927 году она вернулась в Сальвадор с мужем, который был назначен консулом США в этой стране. В том же году родила своего единственного ребёнка, сына Лероя-младшего Бирс-Браннона. На родине она завязала контакты с интеллигенцией того времени, в том числе с литераторами Саларруэ, Альберто Герра-Тигеросом, Серафином Китеньо и Альберто Масферрером. В 1933 году под псевдонимом Клаудиа Ларс написала поэтический сборник «Звезды в Посо» («Звёзды в колодце»), опубликованный в 1934 году. Её лирика получила признание у молодой аудитории, для которой поэтесса читала свои стихи на радиопередачах. Одновременно с этим она вела «Детскую страницу» в периодическом издании «Эль Диарио де Ой».

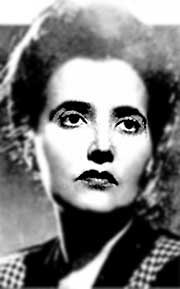
Клаудия Ларс

В 1941 году стихотворение Клаудии Ларс «Сонет архангела» получило второе место на конкурсе в Гватемале. В 1940-х годах были опубликованы несколько сборников стихов поэтессы. В 1948 году, во время работы культурным атташе в посольстве Сальвадора в Гватемале, она вышла замуж во второй раз за гватемальского автора Карлоса Самайоа Чинчилья. Супруги развелись в 1967 году. До этого поэтесса работала упаковщицей персиков в США, переводила мультфильмы для компании Уолта Диснея и сотрудничала с сальвадорскими антифашистскими периодическими изданиями.
Вернувшись в Сальвадор в начале 1950-х годов, работала в министерстве культуры, где руководила редакцией журнала «Культура». За это время ею были опубликованы сборники «Куда ведут шаги» (1953), «Школа птиц» (1955), «История истины» (1959) и мемуары «Земля детства». В 1960-х вышли её сборники, в том числе «Между ангелом и человеком», получивший главный приз второго Национального конкурса культуры Сальвадора в 1962 году. Перед смертью получила степень почётного доктора Центральноамериканского университета Хосе-Симеона Каньяса. Она была также удостоена высшей государственной награды Сальвадора — ордена Хосе Матиаса Дельгадо.
Клаудиа Ларс умерла 22 июля 1974 года в Сан-Сальвадоре. Последний сборник поэтессы «Последние стихи» был опубликован посмертно в 1976 году. В 1999 году, в честь столетия со дня её рождения, Национальный совет по культуре и искусству Сальвадора издал два тома сочинений поэтессы.

## Сочинения
- «Звёзды в Эль-Посо» (исп. Estrellas en el Pozo, 1934)

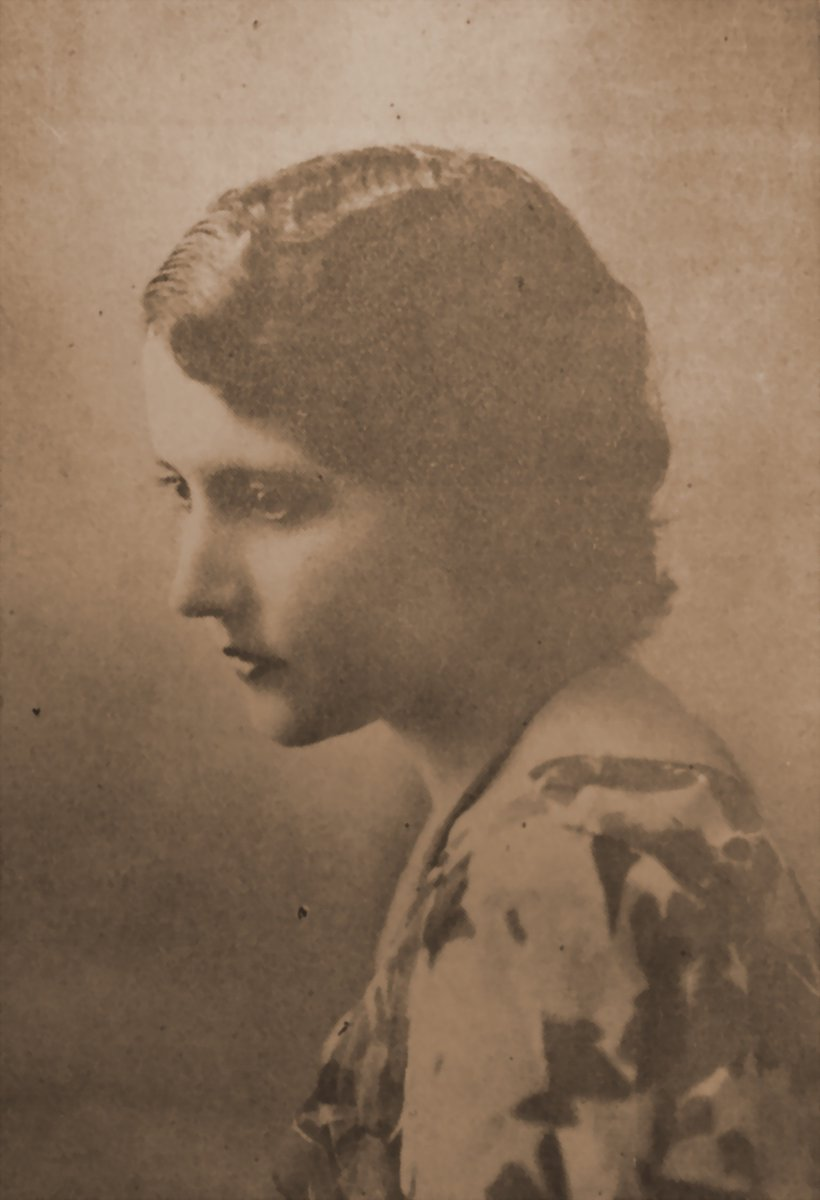
Клаудия Ларс в 1930-х

- «Романсы Севера и Юга» (исп. Romances de Norte y Sur, 1946)
- «Куда ведут шаги» (исп. Donde Llegan los pasos, 1953)
- «Земля детства» (исп. Tierra de Infancia, 1958)
- «История истины» (исп. Fábula de una Verdad, 1959)
- «Настоящее во времени» (исп. Presencia en el Tiempo, 1960)
- «Подсолнух» (исп. Girasol, 1961)
- «Между ангелом и человеком» (исп. Sobre el ángel y el hombre, 1962)
- «Конец рассвета» (исп. Del fino Amanecer, 1964)
- «Наш пульсирующий мир» (исп. Nuestro pulsante mundo, 1969)
- «Последние стихи» (исп.  Poesía última, 1972)